# Гулуа, Аполлон Евгеньевич
Аполлон Евгеньевич Гулуа (1926 год, ССР Абхазия — неизвестно, посёлок Цитрусовый, Гагрский район, Абхазская АССР, Грузинская ССР) — бригадир совхоза имени Берия Министерства сельского хозяйства СССР, Гагрский район, Абхазская АССР, Грузинская ССР. Герой Социалистического Труда (1950).

## Биография
Родился в 1926 году в крестьянской семье в одном из сельских населённых пунктов современного Гагрского района.
Окончил местную сельскую школу. Трудовую деятельность начал в годы Великой Отечественной войны в цитрусоводческом совхозе имени Берия Гагрского района (с 1953 года — Гагрский цитрусовый совхоз) с усадьбой в селе Алахадзы (позднее — посёлок Цитрусовый). В послевоенное время возглавлял бригаду.
В 1949 году бригада под его руководством собрала в среднем с каждого дерева по 1015 мандаринов с четырёх тысяч плодоносящих деревьев. Указом Президиума Верховного Совета СССР от 31 июля 1950 года удостоен звания Героя Социалистического Труда за «получение высоких урожаев сортового зелёного чайного листа и цитрусовых плодов в 1949 году» с вручением ордена Ленина и золотой медали «Серп и Молот» (№ 5279).
Этим же указом званием Героя Социалистического Труда были награждены директор совхоза Геннадий Петрович Кирия, главный агроном Теофил Барнабович Мгеладзе и рабочая Агафья Харитоновна Шабунина.
После выхода на пенсию проживал в посёлке Цитрусовый Гагрского района. Дата смерти не установлена.